# Festival de Cannes 1976
Le Festival de Cannes 1976, 29e édition, a lieu du 13 au 28 mai 1976 et se déroule au Palais des Festivals dit Palais Croisette, 50 du boulevard de la Croisette.

## Jury de la compétition
- Président du jury : Tennessee Williams, écrivain
- Costa-Gavras, réalisateur
- András Kovács, réalisateur
- Charlotte Rampling, comédienne
- Georges Schehadé, écrivain
- Jean Carzou, artiste
- Lorenzo Lopez Sancho, journaliste
- Mario Cecchi Gori, producteur
- Mario Vargas Llosa, écrivain

## Sélections

### Sélection officielle

#### Compétition
La sélection officielle en compétition se compose de 20 films :
| Film                           | Titre original                | Réalisateur                   | Pays                 |
| ------------------------------ | ----------------------------- | ----------------------------- | -------------------- |
| Actes de Marusia               | Actas de Marusia              | Miguel Littín                 | Mexique              |
| Babatou, les trois conseils    |                               | Jean Rouch                    | Niger                |
| Affreux, sales et méchants     | Brutti, sporchi e cattivi     | Ettore Scola                  | Italie               |
| Du rififi chez les mômes       | Bugsy Malone                  | Alan Parker                   | Royaume-Uni          |
| Cría cuervos                   |                               | Carlos Saura                  | Espagne              |
| Vol à la tire                  | Sweet Revenge                 | Jerry Schatzberg              | États-Unis           |
| Où êtes-vous madame Déry ?     | Déryné hol van?               | Gyula Maár                    | Hongrie              |
| Au fil du temps                | Im Lauf der Zeit              | Wim Wenders                   | Allemagne de l'Ouest |
| L'Héritage                     | L'eredità Ferramonti          | Mauro Bolognini               | Italie               |
| La Griffe et la Dent           |                               | Gérard Vienne et François Bel | France               |
| La Marquise d'O...             | Die Marquise von O...         | Éric Rohmer                   | Allemagne de l'Ouest |
| Le Locataire                   |                               | Roman Polanski                | France               |
| Monsieur Klein                 |                               | Joseph Losey                  | France               |
| Next Stop, Greenwich Village   |                               | Paul Mazursky                 | États-Unis           |
| La Fin de la nuit              | Nishant                       | Shyam Benegal                 | Inde                 |
| Pascual Duarte                 |                               | Ricardo Franco                | Espagne              |
| L'Ombre des anges              | Schatten der Engel            | Daniel Schmid                 | Suisse               |
| Taxi Driver                    |                               | Martin Scorsese               | États-Unis           |
| Un enfant dans la foule        |                               | Gérard Blain                  | France               |
| Vices privés, vertus publiques | Vizi privati, pubbliche virtù | Miklós Jancsó                 | Italie               |

#### Hors compétition
5 films sont présentés hors compétition :
- Cadavres exquis (Cadaveri eccellenti) de Francesco Rosi
- Face à face (Ansikte mot ansikte) d'Ingmar Bergman
- Complot de famille (Family Plot) d'Alfred Hitchcock
- Hollywood, Hollywood (That's Entertainment, Part II) de Gene Kelly
- 1900 (Novecento) de Bernardo Bertolucci

### Quinzaine des réalisateurs
La sélection officielle des longs métrages de la Quinzaine des réalisateurs se compose de 21 films.
- Behindert de Stephen Dwoskin
- Ferdinand le radical (Der starke Ferdinand) d'Alexander Kluge
- Duelle de Jacques Rivette
- Flocons d'or (Goldflocken) de Werner Schroeter
- Giliap de Roy Andersson
- Gitirana de Jorge Bodansky et Orlando Senna
- Hollywood on Trial de David Helpern Jr.
- L'Empire des sens (Ai no corrida) de Nagisa Ōshima
- L'Eau chaude, l'eau frette d'André Forcier
- La Bataille du Chili : Le Coup d'État (La batalla de Chile: El golpe de estado) de Patricio Guzmán
- La Tête de Normande St-Onge de Gilles Carle
- Le Berceau de cristal de Philippe Garrel
- Le Diable au cœur de Bernard Queysanne
- Les Nomades de Sid Ali Mazif
- O Casamento d'Arnaldo Jabor
- Os Demónios de Alcácer Quibir de José Fonseca e Costa
- Quatre Jours avant la mort (Četiri dana do smrti) de Miroslav Jokic
- Seljačka buna 1573 de Vatroslav Mimica
- Son nom de Venise dans Calcutta désert de Marguerite Duras
- The Devil's Playground de Fred Schepisi
- Vi har många namn de Mai Zetterling

La sélection officielle des courts métrages de la Quinzaine des réalisateurs se compose de 6 films.
- L'Enfant prisonnier de Jean-Michel Carré
- Conte du labyrinthe (Meikyu-Tan) de Shūji Terayama
- Leonina de Jean-Paul Courraud
- Les Stars de Serge Lutens
- Pierre Molinier, 7 rue des Faussets de Noël Simsolo
- Walter de Serge Dubor

### Semaine de la critique
- L'Homme à tout faire (Der Gehulfe) de Thomas Koerfer (Suisse)
- Iracema de Jorge Bodansky et Orlando Senna (Brésil/RFA)
- Mélodrame de Jean-Louis Jorge (France)
- La Récolte de trois mille ans (Sost Shi Amit Mirt) de Haïlé Gerima (Ethiopie)
- Le Temps de l'avant d'Anne-Claire Poirier (Canada)
- Tracks de Henry Jaglom (Etats-Unis)
- Une fille unique de Philippe Nahoun (France)

## Palmarès
- Palme d'or : Taxi Driver de Martin Scorsese (États-Unis)
- Grand prix spécial du jury (ex æquo) :

Cría cuervos de Carlos Saura (Espagne)
La Marquise d'O... (Die Marquise von O...) d'Éric Rohmer
- Prix d'interprétation féminine (ex æquo) :

Mari Törocsik pour Où êtes-vous madame Déry ? (Déryné hol van?) de Gyula Maár
Dominique Sanda pour L'Héritage (L'eredità Ferramonti) de Mauro Bolognini
- Prix d'interprétation masculine : José Luis Gomez pour Pascual Duarte de Ricardo Franco
- Prix de la mise en scène : Ettore Scola pour Affreux, sales et méchants (Brutti, sporchi e cattivi)